# 파과
파과(영어: The Old Woman With the Knife)는 2025년 개봉한 대한민국의 액션, 미스터리 드라마 영화이다. 2024년 9월 30일 박지아가 뇌경색으로 투병 중 사망했으나 박지아의 영화 유작이다.
제75회 베를린 국제 영화제가 초청되었다.

## 줄거리
감정 없이 타겟을 제거해온 60대 킬러 '조각'은 40여 년간 활동하며 살아있는 전설로 불려왔지만, 소속 조직인 '신성방역' 내에서는 점차 시대에 뒤처진 존재로 여겨진다.
한편, 조각을 평생 쫓아온 젊은 킬러 '투우'는 같은 조직에 들어오며 조각을 노린다. 스승 류와 "지킬 것을 만들지 말자"는 약속을 지켜왔던 조각은, 어느 날 부상을 입은 뒤 자신을 치료해 준 수의사 강선생과 그의 딸에게 정서적인 유대감을 느끼기 시작한다.
조각의 변화에 투우는 분노하고, 두 사람은 서로 다른 이유로 갈등과 충돌의 끝으로 향하게 된다. 삶의 끝자락에서 마주한 이들의 대결은 점차 격렬해진다.

## 출연진
(†) 표시는 영화 상에서 최종적으로 사망한 인물이다.

### 주연
- 이혜영 : 조각 역[1] - 본작의 여주인공. 레전드 킬러
- 김성철 : 투우 역 - 본작의 남주인공, 스포일러[2]. 미스터리한 킬러
- 연우진 : 강봉희 역 - 조각을 구한 수의사
- 김무열 : 류 역 - 조각의 스승
- 신시아 : 손톱 역 - 본작의 여주인공. 어린 조각
- 옥자연 : 초엽 역

### 그 외
- 이현걸 : 한성도 역 - 본작의 중간 보스 1
- 박지아 : 요양보호사 역
- 조한철 : 배종선 역
- 현봉식 : 구 사장 역
- 최민철 : 이 대위 역 - 본작의 중간 보스 2
- 전노민 : 심 회장 역(†)
- 이도경 : 사이버교수 역
- 진호은 : 유치원 교사 역
- 정현준 : 어린 투우 역
- 윤채나 : 해니 역
- 삐삐[3] : 무용 역
- 천호진[4] : 손 회장 역
- 이용녀[5] : 윤 여사 역
- 윤슬 : 지하철 임산부 역

### 특별출연
- 김강우 : 손 실장 역 - 본작의 페이크 최종 보스
- 최무성 : 장비 역

## 참고 사항
- 손익분기점은 130만 명이다.
- 스포일러(김성철의 첫 악역 연기로 도전한다.)
- 김성철은 2024년에 개봉한 영화 《댓글부대》 이후로 1년 만에 재회하는 작품이다.
- 김무열, 현봉식은 2024년에 개봉한 천만 관객 돌파 영화 《범죄도시4》 이후로 1년 만에 재회하는 작품이다.
- 전노민은 MBC 일일 드라마 《세 번째 결혼》 이후로 2년 만에 재회하는 작품이며 또한 동시출연 예정이었던 《태양을 삼킨 여자》 출연으로 악역인 민두식 회장 역으로 돌입한다.
- 투우가 병원에 비치된 강 선생의 명함을 가져가는 장면을 자세히 보면, 구병모라는 이름의 원작가와 동명의 명함이 보인다. 원작 팬들을 위한 감독의 이스터에그.